# Лишенков, Степан Васильевич
Степан Васильевич Лишенков (10 мая 1893, Колпино, Санкт-Петербургская губерния — 22 мая 1983, Ленинград) — советский военачальник, генерал-майор береговой службы (3 января 1942).

## Биография
Степан Васильевич Лишенков родился 10 мая 1893 года в посаде Колпина Царскосельского уезда Санкт-Петербургской губернии.
С 1910 года работал слесарем на Путиловском заводе.

### Гражданская войны
С октября 1917 года состоял в красногвардейском отряде при Петергофском комитете РСДРП(б).
В феврале 1918 года призван в ряды РККА и направлен наводчиком-артиллеристом на бронепоезд «Путиловец», после чего в июле того же года принимал участие в подавлении Ярославского восстания, а с сентября по октябрь — в боевых действиях на Южном фронте в районе Воронежа и станций Лиски, Дебальцево и Попасная.
В августе 1919 года назначен на должность военкома 1-го лёгкого артиллерийского дивизиона в составе 19-й стрелковой дивизии, после чего принимал участие в боях в районе Петрограда против войск под командованием Н. Н. Юденича.
В январе 1920 года назначен на должность помощника комиссара артиллерии Карельского боевого участка, в мае — на должность комиссара артиллерии 55-й стрелковой дивизии, а в июле — на должность комиссара артиллерии 13-й стрелковой дивизии (7-я армия), которая в сентябре была направлена на Южный фронт, где вела боевые действия против войск под командованием П. Н. Врангеля в районе Апостолово, перекопских и ишунских укреплений. В октябре 1920 года дивизия была расформирована, в связи с чем С. В. Лишенков назначен на должность помощника комиссара артиллерии 52-й стрелковой дивизии (6-я армия), а в декабре переведён в 51-ю стрелковую дивизию, где служил на должностях помощника комиссара и комиссара артиллерии дивизии и принимал участие в ликвидации бандитизма в районе Одессы.

### Межвоенное время
После окончания войны продолжил служил в 51-й стрелковой дивизии, находясь на должности военкома 457-го стрелкового полка, а с августа 1922 года — на должности военкома гаубичного артиллерийского дивизиона.
В январе 1923 года назначен на должность военкома 1-го дивизиона Одесского района береговой обороны, в сентябре 1924 года — на должность комиссара Северо-Западного района береговой обороны Черноморского флота, в октябре 1926 года — на должность помощника начальника по политчасти, в июне 1929 года — на должность начальника и комиссара Объединённой школы Учебного отряда Морских сил Чёрного моря, а в январе 1931 года — на должность начальника Объединённой школы Учебного отряда Морских сил Чёрного моря.
В декабре 1935 года С. В. Лишенков направлен на учёбу на особый курс Военно-морской академии имени К. Е. Ворошилова, после окончания которого в 1938 году назначен на должность командира Архангельского военного порта, а в мае 1939 года — на должность заместителя начальника Управления тыла Северного флота, находясь на которой, принимал участие в ходе Советско-финляндской войне.
В сентябре 1940 года комбриг С. В. Лишенков назначен на должность начальника Объединённой школы Каспийской военной флотилии.

### Великая Отечественная война
С началом войны находился на прежней должности.
В ноябре 1941 года назначен на должность командира 74-й морской стрелковой бригады, формировавшейся в Актюбинске (Среднеазиатский военный округ). В декабре бригада была передислоцирована в Подмосковье в включением в состав Московской зоны обороны, а в конце января 1942 года передана на Северо-Западному фронту в составе 1-го гвардейского стрелкового корпуса, где вела боевые действия в тылу противника вдоль реки Ловать, в период с февраля по март — по ликвидации демянской группировки войск противника, а в апреле-мае — южнее Старой Руссы.
27 мая 1942 года 74-я морская стрелковая бригада была выведена в тыл, после чего дислоцировалась в Шуе, где была преобразована в 292-ю стрелковую дивизию, а С. В. Лишенков назначен на должность её командира. 30 августа дивизия, находившаяся в резерве Ставки Верховного Главнокомандования, была включена в состав 66-й армии (Сталинградский фронт), после чего вела оборонительные боевые действия в районе станции Котлубань и хутора Вертячий севернее Сталинграда.
25 сентября 1942 года освобождён от занимаемой должности, в конце ноября зачислен в распоряжение командного управления ВМФ и 27 января 1943 года назначен на должность командира Гурьевской военно-морской базы, а в сентябре того же года — на должность начальника Объединённой школы Каспийской военной флотилии.
С апреля 1945 года находился в распоряжении Управления кадров офицерского состава ВМФ.

### Послевоенная карьера
В мае 1945 года назначен на должность помощника начальника по МТО Научно-исследовательского морского радиолокационного института ВМФ.
Генерал-майор береговой службы Степан Васильевич Лишенков с января 1949 года находился в распоряжении Центрального комитета Добровольного общества содействия флоту и в июне того же года вышел в запас. 
Умер 22 мая 1983 года в Ленинграде.

## Воинские звания
- Комбриг (27 мая 1939 года);
- Генерал-майор береговой службы (3 января 1942 года).

## Награды
- Орден Ленина (21.02.1945);
- Два ордена Красного Знамени (03.11.1944, 24.06.1948);
- Орден Отечественной войны 1 степени (22.07.1944);
- Орден Красной Звезды (21.04.1940);
- Медали.